# Alexander G. Cattell

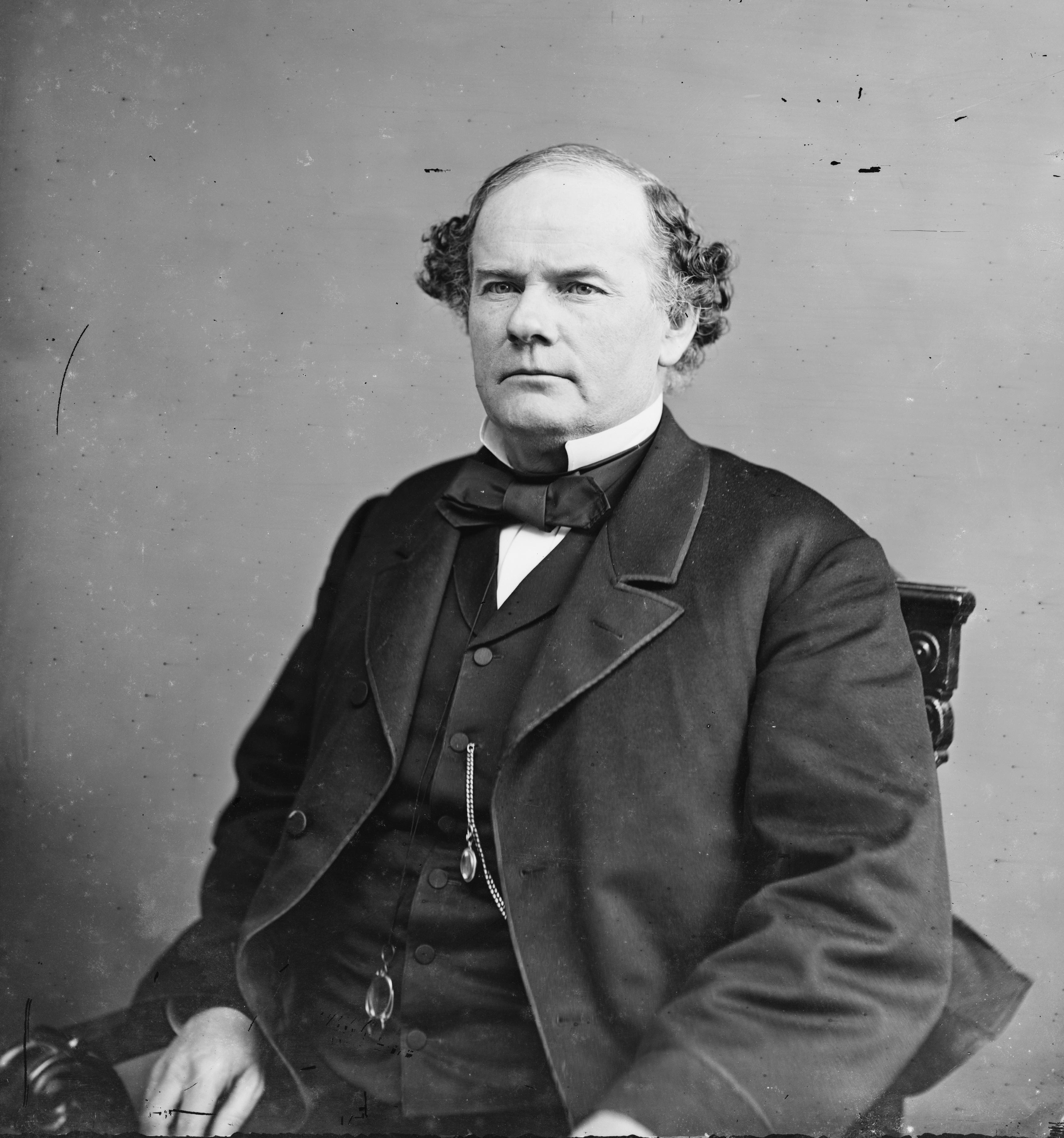
Alexander G. Cattell

Alexander Gilmore Cattell (* 12. Februar 1816 in Salem, Salem County, New Jersey; † 8. April 1894 in Jamestown, New York) war ein US-amerikanischer Politiker (Republikanische Partei), der den Bundesstaat New Jersey im US-Senat vertrat.

## Leben
Nach dem Abschluss seiner akademischen Ausbildung war Alexander Cattell bis 1846 als Kaufmann in seiner Heimatstadt Salem tätig. 1840 übernahm er als Abgeordneter in der New Jersey General Assembly sein erstes politisches Mandat; von 1842 bis 1844 war er als Verwaltungsbeamter (Clerk) im Parlament beschäftigt. 1844 nahm er am Verfassungskonvent von New Jersey teil.
Im Jahr 1846 verließ Cattell New Jersey und ließ sich in Pennsylvania nieder. Er wurde Geschäftsmann und Bankier in Philadelphia; außerdem ging er dort als Mitglied des Stadtrats zwischen 1848 und 1854 wiederum einer politischen Tätigkeit nach. Er half beim Aufbau der Corn Exchange Bank und fungierte von 1858 bis 1871 als deren Präsident.
Cattell kehrte 1863 nach New Jersey zurück, wo er in Merchantville lebte. Drei Jahre später, am 19. September 1866, zog er nach erfolgreicher Wahl als Nachfolger des Demokraten John P. Stockton in den US-Senat ein. Zuvor hatte die Staatslegislative von New Jersey dessen Sitz aufgrund parteipolitischer Streitigkeiten für vakant erklären lassen. Cattells Amtszeit endete am 3. März 1871; zur Wiederwahl trat er nicht an. Im Senat war er unter anderem Vorsitzender des Committee on the Library.
US-Präsident Ulysses S. Grant berief Cattell danach als Mitglied in die erste Kommission für den öffentlichen Dienst, in der er zwei Jahre verbrachte. Er trat zurück, nachdem er zum Finanzbevollmächtigten der Vereinigten Staaten (Financial Agent) mit Sitz in London ernannt worden war. Dieses Amt übte er zwischen 1873 und 1874 aus. Cattell war außerdem von 1884 bis 1891 Mitglied des New Jersey Board of Tax Assessors, wobei er diesem Zusammenschluss der Steuereinschätzer des Staates ab 1889 als Präsident vorstand. 1891 wurde er dann für eine dreijährige Amtsperiode in den staatlichen Bildungsausschuss berufen.